# HNK Šibenik
A HNK Šibenik egy horvát labdarúgócsapat, székhelye Šibenik városában található. Jelenleg a horvát harmadosztályban szerepel.

## Korábbi elnevezései
- 1932–1992: NK Šibenik

1992 óta jelenlegi nevén szerepel.

## Története
1932-ben hét helyi klub, a Heroj, a Zrjinski, a Lastavica, a Maraton, a ZMAJ, a SOSK és a Junak egyesítésével alapították meg az NK Šibenik labdarúgócsapatát, majd 1992-ben, Horvátország függetlenségét követően vette fel napjainkban használt nevét.
Az első független horvát labdarúgó-bajnokság élvonalába nyert besorolást, majd egészen az ezredforduló elejéig a középmezőny helyeit ostromolta. 2003-ban búcsúzott el az élvonaltól, ahova 3 idényt követően jutott vissza ismét, melyet a klub addigi történetének legjobb eredményével, egy 4. hellyel ünnepelt meg.
Az újra a középmezőnybe visszacsúszó HNK Šibenik a 2009–2010-es horvát kupa döntőjéig menetelt, ahol csak a későbbi bajnok Dinamo Zagreb tudta megállítani.

## Sikerei
- Horvát kupa (Hrvatski nogometni kup)

Ezüstérmes: 1 alkalommal (2010)

## Külső hivatkozások
- Hivatalos honlap (horvátul)
- Adatlapja az uefa.com-on (angolul)
- Adatlapja Archiválva 2007. szeptember 25-i dátummal a Wayback Machine-ben a foot.dk-n (angolul)
- Legutóbbi eredményei a soccerway.com-on (angolul)
- Adatlapja[halott link] a weltfussballarchiv.com-on (angolul)